# Wer A sagt
Wer A sagt war eine von Peter Rapp moderierte Samstagabend-Spielshow im ORF-Fernsehen, die es von 1989 bis 1994 gab. Das Buch und die Idee zur Sendung stammten von Felix Dvorak, der auch in jeder Sendefolge die jeweilige Stadt in Bild und Ton vorstellte. Beginnzeit war 20:15 Uhr.
In dieser Show traten jeweils zwei vergleichbar große österreichische Gemeinden mit identischem Anfangsbuchstaben gegeneinander an. Jeder Ort stellte ein fünfköpfiges Rateteam, das von ca. zwanzig Experten bzw. illustren Ortseinwohnern unterstützt wurde. So war Olympiasiegerin Petra Kronberger mit dabei, als es hieß „Wer A sagt, muss auch Werfen gegen Wolfurt sagen“. Die erste Paarung war Berndorf gegen Bludenz am 18. Februar 1989, eine weitere war Götzis gegen Grein. Die 48. und letzte Folge wurde am 11. Juni 1994 ausgestrahlt.
Gespielt wurden verschiedene Aktions- und Wissensspiele. Zusatzpunkte verdienten sich die Teams mit dem Spielwürfel, der mehrmals pro Show von Kandidaten die Showtreppe hinuntergeworfen wurde.
Die Städte spielten nicht um Geld oder Preise, sondern um Ferientage ihrer Kinder in der jeweils anderen Gemeinde. Zumindest für die erste und für die letzte Folge gilt, dass sie ca. eine Stunde und 45 Minuten dauerten und dass Otto Anton Eder Regie führte.